# Wawrów
Wawrów (prononciation : [ˈvavruf]) est un village polonais de la gmina de Santok dans le powiat de Gorzów de la voïvodie de Lubusz dans l'ouest de la Pologne.
Il se situe à environ 10 km à l'ouest de Santok (siège de la gmina) et 3 km au nord-est de Gorzów Wielkopolski (siège du powiat).
Le village compte approximativement une population de 1 200 habitants.

## Histoire
Avant 1945, ce village était sur le territoire allemand. (voir Évolution territoriale de la Pologne)
De 1975 à 1998, le village appartenait administrativement à la voïvodie de Gorzów.

Depuis 1999, il appartient administrativement à la voïvodie de Lubusz